# پل تیمان
پل تیمان (انگلیسی: Poul Thymann; ۱۰ مهٔ ۱۸۸۸ – ۱۲ اکتبر ۱۹۷۱) قایقران روئینگ اهل دانمارک بود.